# J. J. Ebers Award
Der J. J. Ebers Award des IEEE (IEEE Electron Devices Society) wird für Fortschritte bei elektronischen Geräten seit 1971 jährlich verliehen. Er ist mit 5000 Dollar dotiert, wird beim International Electron Devices Meeting verliehen und ist nach Jewell James Ebers benannt.

## Preisträger
- 1971 John L. Moll für herausragende technische Beiträge zu elektronischen Bauteilen
- 1972 Charles W. Mueller für herausragende technische Beiträge bei elektronischen Bauteilen, die die Entwicklung der modernen Elektronik von Röhren, Transistoren, dem Thyristor, MOS-Bauteilen bis zu Silizium Vidicons umspannen.
- 1973 Herbert Kroemer
- 1974 Andrew S. Grove
- 1975 Jacques I. Pankove
- 1976 Marion E. Hines
- 1977 Anthony E. Siegman
- 1978 Hung C. Lin
- 1979 James M. Early
- 1980 James D. Meindl für Pionierbeiträge zur Forschung und Lehre in Mikroelektronik
- 1981 Chih-Tang Sah
- 1982 Arthur G. Milnes für Beiträge zu Forschung und Lehre bei Heteroverbindungen und Physik von Bauteilen mit vielen Verunreinigungen (deep impurity)
- 1983 Adolf Goetzberger für Pionierbeiträge zum grundlegenden Verständnis von Silizium-Verbindungsstellen und Physik von Grenzflächen in Bauteilen
- 1984 Izuo Hayashi für Demonstration und Verständnis kontinuierlicher Raumtemperatur-Heterojunction-Laser
- 1985 Walter F. Kosonocky für Pionierbeiträge und Innovationen in der Entwicklung von CCD und Schottky-Barriere-Infrarotsensoren
- 1986 Pallab K. Chatterjee für herausragende technische Beiträge zu elektronischen Bauteilen
- 1987 Robert W. Dutton für Pionierbeiträge auf dem Gebiet der Modellierung und Simulation von IC-Prozessen, Bauteilen und Schaltkreisen.
- 1988 Al F. Tasch Jr. für herausragende Beiträge zur Entwicklung von Silizium-ICs.
- 1989 Tak H. Ning für herausragende Beiträge zum Verständnis des Effekts heißer Elektronen in MOSFET Bauteilen und die Entwicklung fortgeschrittener bipolarer Technologie
- 1990 Yoshiyuki Takeishi für Schlüsselinnovationen bei Speichertechnologie, Beiträge zum Verständnis der Physik von MOS-Bauteilen und technischer Führungsrolle in der VLSI Technologie
- 1991 Simon M. Sze für fundamentale und Pionierbeiträge und als Autor weit genutzter Lehrbücher über Halbleiterelektronik
- 1992 Louis C. Parrillo und Richard S. Payne für Ingenieursleistungen in Prozessarchitektur und Bauteilentwurf bei Twin-Tub CMOS IC Technology, Beiträge zu bipolarer Technologie und Fortschritte bei deren kommerziellen Anwendungen
- 1993 Karl Hess für wesentliche Beiträge zu Elektronentransport in Halbleitern und in Quantentopf-Heterostrukturen bei hohen Energien
- 1994 Alfred U. Macrae für Beiträge und Führungsrolle bei Ionenimplantation und VLSI CMOS
- 1995 Martin A. Green für seine Führungsrolle bei Solarzellen und Silizium-Photovoltaik
- 1996 Tetsushi Sakai für Pionierforschung bei bipolaren ICs hoher Geschwindigkeit
- 1997 Marvin H. White für Pionierbeiträge zur Entwicklung von hochsensitiven Festkörperkameras und Bildgebern, die breite kommerzielle Anwendung fanden, und für seine Beiträge zur Entwicklung von Halbleitergbauteilen
- 1998 B. Jayant Baliga für fundamentale und nachhaltige Beiträge zu Leistungselektronik mit Halbleitern
- 1999 James T. Clemens für fundamentale Beiträge zu MOS-VLSI-Elektronik
- 2000 Bernard S. Meyerson für wesentliche Beiträge zu Wachstum von Si/Ge Heterostrukturen und seine Führungsrolle bei deren Anwendung bei ICs in der Telekommunikation
- 2001 Hiroshi Iwai für Führungsrolle und Beiträge bei kontinuierlicher Skalierung von CMOS-Bauteilen
- 2002 Lester F. Eastman für Beiträge und Führungsrolle bei Hochfrequenz-Hetero-Transistoren
- 2003 James D. Plummer für Beiträge zu neuen Bauteilen in Leistungs-Speichern und Logik und fundamentale Beiträge zur Prozessmodellierung
- 2004 Jerry G. Fossum für herausragende Beiträge zu SOI-CMOS-Bauteilen und Schaltkreisen durch Modellierung
- 2005 Bijan Davari für die Entwicklung von deep sumicron CMOS-Technologie und Anwendung in der IC-Industrie
- 2006 Ghavam Shahidi für Beiträge zu Silizium-auf-Isolator CMOS-Technologie
- 2007 Stephen J. Pearton für die Entwicklung fortgeschrittener Prozesstechnologien für Verbindungs-Halbleiter und die Klärung der Rolle von Defekten und Verunreinigungen in Verbindungs-Halbleitern
- 2008 Mark R. Pinto für Beiträge zu weit genutzten Halbleiter-Technologie Simulationswerkzeugen
- 2009 Baruch Levush für Beiträge zur Entwicklung weit genutzter Simulationswerkzeuge in Vakuumelektronik
- 2010 Mark E. Law für Beiträge zu breit genutzter Silizium-IC-Prozessmodellierung
- 2011 Stuart Ross Wenham für Beiträge und erfolgreiche Kommerzialisierung hocheffizienter Solarzellen
- 2012 Yuan Taur für Beiträge zu mehreren Generationen von CMOS-Prozesstechnologie
- 2013 Nobukazu Teranishi für die Entwicklung der pinned Photodiode
- 2014 Joachim N. Burghartz für Beiträge zur integrierten Spiral-Induktoren (Spulen) für ICs in drahtloser Kommunikation und ultradünne Siliziumbauteilen für zukünftige flexible Elektronik.
- 2015 Jack Yuan-Chen Sun für Führungsrolle und Beiträge zur energieeffizienter CMOS-Technologie.
- 2016 Jaroslav Hynecek für Pionierarbeiten bei CCD und CMOS Bildsensortechnologie.
- 2017 Kang L. Wang für Beiträge und Führungsrolle bei gespanntem (strained) Si/Ge und magnetischen Speichern
- 2018 Michael Shur für Pionierarbeit zum ballistischen Transport in Nano-Halbleiterbauteilen
- 2019 H.-S. Philip Wong für Pionierarbeiten zur Skalierung elektronischer Bauteilen
- 2020 Arokia Nathan für Beiträge zu Dünnfilmtransistoren und biegsamen oder faltbaren elektronischen Bauteilen
- 2021 Bruce Gnade für wesentliche Beiträge zu CMOS und flexiblen elektronischen Bauteilen
- 2022 Albert Wang for pioneering contributions to reliability of 3D heterogeneous integration in Integrated Circuits
- 2023 Mukta Farooq for development of emerging heterogeneous integration architectures for 3D ICs
- 2024 Yue Kuo for Outstanding Contributions to thin-film transistors